# Daours Communal Cemetery Extension
Daours Communal Cemetery Extension is een begraafplaats gelegen in de Franse plaats Daours (Somme). De militaire graven worden onderhouden door de Commonwealth War Graves Commission.
De begraafplaats telt 1225 geïdentificeerde Gemenebest graven uit de Eerste Wereldoorlog.